# یواس‌اس بیباس (دی‌یی-۱۰)
یواس‌اس بیباس (دی‌یی-۱۰) (به انگلیسی: USS Bebas (DE-10)) یک کشتی است که طول آن 289 ft 5 in می‌باشد. این کشتی در سال ۱۹۴۳ ساخته شد.